# Организация американских государств
Организация американских государств (ОАГ, OAS, англ. Organization of American States, исп. Organización de los Estados Americanos, порт. Organização dos Estados Americanos, фр. Organisation des États américains) — международная организация, созданная 30 апреля 1948 года на 9-й Межамериканской конференции в Боготе (Колумбия) на базе Панамериканского союза, существовавшего с 1889 года.
Главный офис расположен в городе Вашингтон. Рабочие языки — испанский, английский, французский и португальский. Высшие органы ОАГ — Генеральная ассамблея, Постоянный совет, Консультативное совещание министров иностранных дел, Генеральный секретариат.

## История
Организация американских государств является старейшей региональной организацией в мире, начиная с Первой международной конференции американских государств, проходившей в Вашингтоне с октября 1889 по апрель 1890 года. На этой встрече было одобрено создание Международного союза американских республик, и была подготовлена почва для создания сети положений и учреждений, которые стали известны как Всеамериканская система. ОАГ появилась на свет в 1948 году с подписания в Боготе, Колумбия, Устава ОАГ, который вступил в силу в декабре 1951 года.
Государства, получившие независимость после 1948 года, обычно принимались в ОАГ по мере получения независимости, за исключением Канады, вступившей в ОАГ только в 1990 году, и Гайаны, принятой в 1991 (спустя 25 лет после получения независимости; как и Канада, Гайана является членом Содружества наций). Гайана на сегодня является последним государством, принятым в ОАГ.
До 1962 года Куба как член ОАГ принимала участие в её работе, но после перехода Кубы на социалистический путь развития руководство ОАГ сочло это несовместимым с системой коллективной безопасности Америки и приостановило членство правительства Кубы в организации; Куба и государства советского блока сочли это решение незаконным. В июле 1964 года ОАГ обязала всех своих членов разорвать дипломатические отношения с Кубой по обвинению в нарушении территориальной целостности и демократии в Венесуэле. Хотя против этого решения голосовали Мексика, Уругвай и Чили, а Боливия воздержалась, только Мексика не стала его исполнять.
В 2000-е годы руководство Кубы неоднократно выступало с предложениями восстановления членства в ОАГ. Решение о приостановке участия Кубы было отменено 3 июня 2009 года; Куба приветствовала этот жест, однако отказалась вернуться в ОАГ.
На Генеральной ассамблее ОАГ в апреле 1971 года учрежден институт постоянных наблюдателей ОАГ; на начало 2015 года этим статусом обладают 70 государств, в том числе Украина, Казахстан, Азербайджан, Грузия, Армения, Молдавия и Узбекистан.
4 июля 2009 года пришедшее в результате военного переворота правительство Гондураса объявило о денонсации хартии ОАГ и немедленном выходе своего государства из этой организации. Ранее, 2 июля, руководство ОАГ потребовало в течение 72 часов вернуть власть в государстве президенту Мануэлю Селайе, угрожая в противном случае исключить Гондурас из организации. 1 июня 2011 года, после того, как Селайе и действующий президент Гондураса Порфирио Лобо заключили соглашение о национальном примирении, членство Гондураса в ОАГ было восстановлено.
В XXI веке позиции ОАГ сильно пошатнулись из-за появления новых региональных организаций, объединяющих сугубо латиноамериканские государства, без участия США — таких как Сообщество стран Латинской Америки и Карибского бассейна (CELAC) и Союз южноамериканских наций (UNASUR).
В конце апреля 2017 года генеральному секретарю ОАГ было вручено письмо президента Венесуэлы Николаса Мадуро о том, что Венесуэла немедленно выходит из этой организации.

## Цели и направления
Организация была создана в целях достижения мира среди его государств-членов, как это предусмотрено в статье 1 Устава:

Поддерживать мир и справедливость, способствовать солидарности, укреплять сотрудничество и защищать свой суверенитет, свою территориальную целостность, и независимость.
Сегодня ОАГ объединяет 34 государства Северной и Южной Америки (кроме Кубы и Венесуэлы, Никарагуа) и является главной политической, юридической и социальной силой в полушарии.
Организация использует четыре направления для эффективного осуществления своей основной цели, исходя из её основных принципов: демократии, прав человека, безопасности и развития.

## Генеральная ассамблея
Высшим и единственным руководящим органом в ОАГ является Генеральная ассамблея. Ежегодно ОАГ собирает плановую сессию ассамблеи, в специальных случаях, с одобрения двух третей членов организации, Постоянный совет может объявить о сборе внеочередной сессии.
Сессии собираются в государствах-участниках, по очереди. Государства представлены избранными делегатами, обычно, это министры иностранных дел или их заместители. Каждое государство-член имеет в Ассамблее один голос. Решения по отдельным важным вопросам, определённым правилами ассамблеи, принимаются большинством в две трети государств-членов; по основному числу случаев достаточно простого большинства голосов.
Полномочия Генеральной ассамблеи включают в себя определение общей политики путём резолюций и деклараций, утверждение бюджета, определение сумм взносов с государств-участников, заслушивание докладов и отчётов специальных органов ОАГ за прошедший год и избрание членов в состав этих учреждений.

## Государства-члены
- Антигуа и Барбуда
- Аргентина
- Багамские Острова
- Барбадос
- Белиз
- Боливия
- Бразилия
- Венесуэла (вышла 27 апреля 2019 года, но Национальная ассамблея отменила решение президента Мадуро[10])
- Гаити
- Гайана
- Гватемала
- Гондурас
- Гренада
- Доминика
- Доминиканская Республика
- Канада
- Колумбия
- Коста-Рика
- Куба (исключена 31 января 1962 года, восстановлена в членстве в июне 2009 года[11], однако отказалась возобновлять его)
- Мексика
- Никарагуа (в ноябре 2021 года объявила о выходе из ОАГ из-за вмешательства во внутренние дела[12])
- Панама
- Парагвай
- Перу
- Сальвадор
- Сент-Винсент и Гренадины
- Сент-Китс и Невис
- Сент-Люсия
- США
- Суринам
- Тринидад и Тобаго
- Уругвай
- Чили
- Эквадор
- Ямайка